# Introduzione (musica)
L'introduzione nella terminologia della musica indica un passaggio o una sezione che si apre con un movimento o un pezzo separato. Nella musica popolare è spesso definita intro. L'introduzione stabilisce la melodia, l'armonia, e/o il ritmo relativo al corpo principale di un pezzo.